# Хосе Миаха
Хосе Миаха Менант (на испански: José Miaja Menant) е испански генерал от републиканските правителствени сили по време на гражданската война в Испания.

## Биография
Миаха постъпва в пехотната академия в Толедо през 1896 г. Първият му пост е в Астурия. По-късно е преместен в Мелиля, където служи в Мароканската война от 1900 г., постигайки ранг на майор командант през 1911 г. и издигайки се до генерал през 1932 г. Въпреки членството на Миаха в десния Военен испански съюз, през 1935 г. консервативният министър на войната, Хосе Мария Хил-Роблес и Киньонес, го изпраща в Лерида, сравнително далеч от столицата, което показва, че няма пълното доверие на правителството.

## Испанска гражданска война
В началото на военния бунт, довел до Испанската гражданска война, Миаха е разположен в Мадрид, оставайки верен на републиканското правителство и е назначен за министър на войната. През ноември 1936 г. е назначен за командващ на Съвета за отбрана на Мадрид, когато правителството евакуира столицата преди предстоящото пристигане на фашистките войски. С Висенте Рохо като началник-щаб, Миаха успява да спре националистите при река Мансанарес в битката при Мадрид.
Като командир на испанската републиканска армия на централната зона, ръководи битките при Харама, Гуадалахара и Брунете. По-късно подкрепя бунта, воден от Сехисмундо Касадо срещу правителството на министър-председателя Хуан Негрин през март 1939 г., като е водач на Съвета за национална отбрана. Награден с Лавров знак на Мадрид за ролята си по време на обсадата на Мадрид.

## Изгнание
След края на Гражданската война отива в Гандия, където се качва на самолет за Оран, където заминава в изгнание, първо във френски Алжир и Франция, след това в Мексико, където живее до смъртта си на 14 януари 1958 г.